# Frank Baude

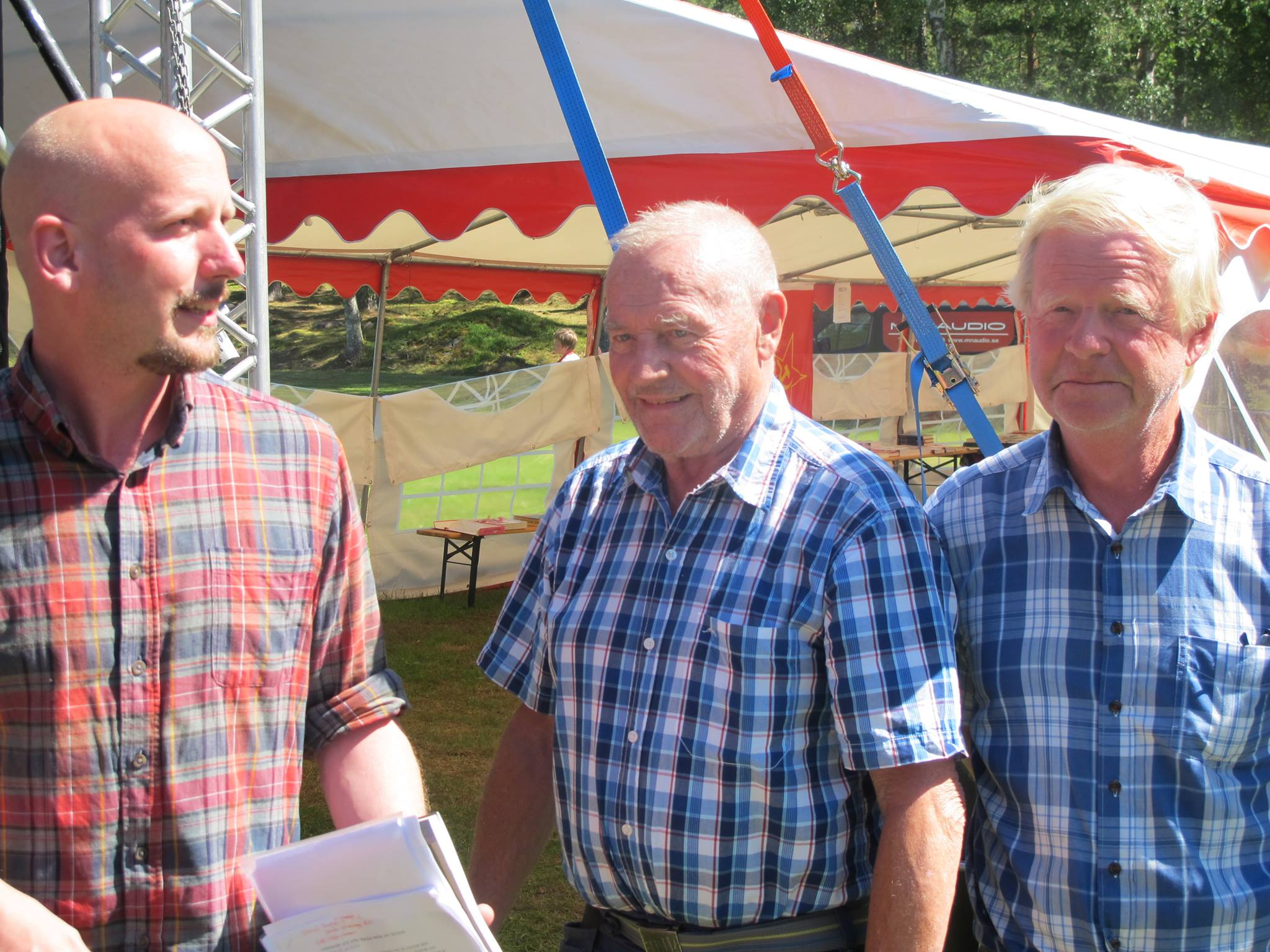
Tre partiledare för Kommunistiska partiet: Robert Mathiasson, Frank Baude och Anders Carlsson. Bild tagen på kommunisternas sommarläger i Lysestrand, 2016.

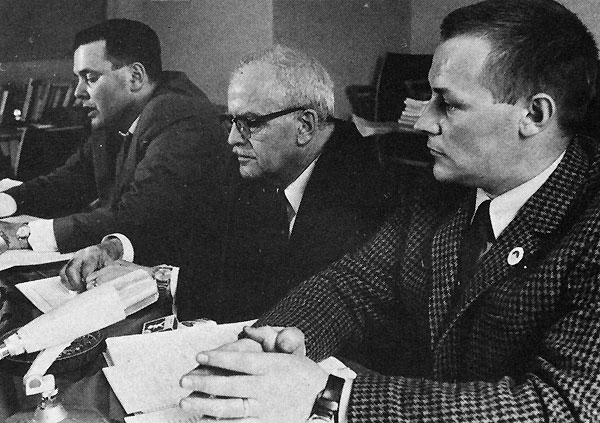
Konferens 1967 vid bildandet av Kommunistiska Förbundet Marxist-Leninisterna. Från vänster Bo Gustafsson, Nils Holmberg och Frank Baude.

Frank Torvald Baude, född 16 juli 1936 i Karl Johans församling i Göteborg, död där 4 februari 2021, var en svensk politiker (kommunist) och skribent. Baude var ursprungligen murare.

## Biografi
Efter att gått med i Sveriges kommunistiska parti 1960 följde han vid partiets splittring 1967 med till KFML (Kommunistiska förbundet marxist-leninisterna).  Hösten 1968 valdes han till förbundsordförande, men ersattes i februari 1969 av Gunnar Bylin.
Vid KFML:s splittring 1970 blev Baude förbundsordförande i utbrytargruppen KFML(r), där r:et stod för "revolutionärerna". Splittringen 1970 hade sin grund i oenigheter i synen på bland annat gruvstrejken 1969–1970 och synen på enhetsfronten samt utvecklades snart till en ideologisk klyfta där KFML(r) stod för en Stalininfluerad politik i kontrast till KFML:s maoism. 
År 1978 ombildades KFML(r) till ett politiskt parti, KPML(r), fortfarande med Baude som ordförande. I kommunalvalet 1982 blev Baude invald i Göteborgs fullmäktige, där han satt till 1985.
Efter 28 år som partiledare efterträddes Baude av Anders Carlsson år 1998. Baude kvarstod som framträdande medlem i partiet, som 2004–2005 bytte namn till Kommunistiska partiet.
I april 2014 lämnade Baude partiet och uppgav sig ha tappat förtroende för både partiledningen och tidningen Proletärens redaktion, med det konkreta skälet att partiet trätt in på en medelklassinriktad politik och retorik, exemplifierat av inskrivningen av feminismen i partiprogrammet. Han angav därvid ett antal utträdeskrav riktade till Kommunistiska partiet, som kan läsas som Baudes testamente till partiet.
Frank Baude är begravd på Västra kyrkogården i Göteborg.

### Redaktörskap
- Göteborgsprocessen 1973. Göteborg: Proletärkultur. 1973. Libris 79129
- Mordet på Palme och polisspåret : [en vitbok]. Göteborg: Kommunistiska partiet marxist-leninisterna (revolutionärerna) (KPML(r)). 1989. Libris 7639398. ISBN 91-7384-043-2